# Вальєруела-де-Педраса
Вальєруела-де-Педраса (ісп. Valleruela de Pedraza) — муніципалітет в Іспанії, у складі автономної спільноти Кастилія-і-Леон, у провінції Сеговія. Населення — 83 особи (2010).
Муніципалітет розташований на відстані близько 85 км на північ від Мадрида, 37 км на північний схід від Сеговії.
На території муніципалітету розташовані такі населені пункти: (дані про населення за 2010 рік)
- Берсаль: 13 осіб
- Техаділья: 19 осіб
- Вальєруела-де-Педраса: 51 особа

## Демографія
Динаміка населення (INE ):